# Mladen Kovačić
Mladen Kovačić (Virovitica, 2. rujna 1983.) je hrvatski televizijski, filmski i kazališni glumac.

## Životopis
Mladen Kovačić je rođen 2. rujna 1983. godine u Virovitici, gdje je završio osnovnu školu i Matematičku gimnaziju. Kao stipendist Kazališta Virovitice 2004. upisuje Akademiju dramske umjetnosti u Zagrebu, odsjek glume. Diplomirao je 2009. godine. Prve uloge ostvario je u Hrvatskom narodnom kazalištu.

## Filmografija

### Televizijske uloge
- "Šutnja" kao Matej (2021. – 2023.)
- "Dar mar" kao Kompa (2021.)
- "Drugo ime ljubavi" kao policajac (2020.)
- "Uspjeh" kao policajac u uniformi (2019.)
- "Novine" kao predstojnik Ureda premijera i Miran Parlov (2018. – 2020.)
- "Rat prije rata" kao obavještajac #2 (2018.)
- "Zlatni dvori" kao Domagoj Veselica (2016. – 2017.)
- "Tajne" kao Sebastijan (2013. – 2014.)
- "Dobre namjere" kao Saša / demonstrator (2007.-2008.)
- "Operacija kajman" kao izbacivač (2007.)
- "Obični ljudi" (2007.)

### Filmske uloge
- "The Show Must Go On" kao Roman (2010.)
- "Neke druge priče" kao mladić na parku (2010.)
- "Pjevajte nešto ljubavno" kao uniformirani policajac iz hangara (2007.)

## Nagrade
- 2009. - Nagrada za najbolje glumačko ostvarenje na 12. Susretu profesionalnih kazališta za djecu i mlade (s Draškom Zidarom)
- 2011. - Nagrada "Ivo Fici" na 18. Festivalu glumca
- 2012. - Nagrada za najboljeg glumca na 12. Naj, naj, naj Festivalu

## Vanske poveznice
- Mladen Kovačić na Internet Movie Databaseu (en.)